# 電磁汎用AE法
電磁汎用AE法（でんじはんようAEほう）は、マクスウェル方程式のロバストな厳密数値解析理論である。
マクスウェル方程式の電磁場交流数値解析は、電磁ベクトルA法と電場ベクトルE法が定式化されている。

## 概要
マクスウェル方程式は、4本の連立微分方程式により電磁場問題を記述している。
マクスウェル方程式より電磁A法と電場E法の運動方程式から周波数応答方程式を定式化明して、電磁汎用AE法として理論化と電磁場厳密解析の汎用AE法有限要素ソルバーを開発した。
マクスウェル方程式より電磁A法と電場E法の運動方程式から周波数応答方程式を定式化する。電磁A法と電場E法の周波数応答方程式と電場･電荷保存のガウス発散定理式を有限要素法により定式化してラグランジュ未定乗数法により制約し、電磁場周波数応答を解析する。
電場･電荷が保存されると、ファラデー･マクスウェル式より磁束は保存される。電磁汎用AE法はマクスウェル方程式を厳密に数値解析できる。

## 一般式による説明
マクスウェル方程式は、次の4本の連立微分方程式により電磁場運動を記述している。